# 마이크로소프트 프로젝트
마이크로소프트 프로젝트(Microsoft Project)는 프로젝트 관리 소프트웨어로 프로젝트 관련 이벤트에 대한 추적성을 갖도록 한다. 네트워크 차트와 간트 차트를 작성할 수 있다. 파일의 확장자는 .mpp이다.

## 역사
- 도스용 프로젝트의 최초의 사용 버전 (1984년)
- 프로젝트 버전 2 (1985년) - 도스용 버전
- 프로젝트 버전 3 (1986년) - 도스용 버전
- 프로젝트 버전 4 (1986년) - 마지막 도스용 버전
- 최초의 윈도우 버전 1 (1990년)
- 매킨토시 버전 (1991년)
- 마이크로소프트 프로젝트 4.0 포 맥 (1993.년)
- 마이크로소프트 프로젝트 4.2 포 맥
- 마이크로소프트 프로젝트 95
- 마이크로소프트 프로젝트 98
- 마이크로소프트 프로젝트 2000
- 마이크로소프트 프로젝트 2002
- 마이크로소프트 프로젝트 2003

버전은 1992 (v3.0), 1993 (v4.0), 1995 (v4.1a), 1998 (v9.0), 2000 (v10.0), 2003 (v11.0), 2007 (v12.0), 2010 (v14.0), 2013 (v15.0)으로 출시되었다.

## 에디션
프로젝트는 스탠더드, 프로페셔널, 이렇게 2개의 에디션이 있으며 두 에디션 모두 32/64비트 옵션으로 사용이 가능하다.

### 프로젝트 2016
프로젝트 2016은 프로젝트 서버 2013과의 하위 호환성, 새로운 보고서 섹션, 다른 마이크로소프트 제품과의 개선된 통합, 사용자 인터페이스 항목의 개선된 표시를 포함한다:
- 타임라인
- 리소스 동의
- 오피스 2016 스타일 테마 및 도움말
- 마이크로소프트 프로젝트 서버 2013과의 하위 호환성

## 같이 보기
- 마이크로소프트 오피스